# Європейська інформаційна система про лісові пожежі
Європейська інформаційна система про лісові пожежі (англ. European Forest Fire Information System, EFFIS) підтримує служби, відповідальні за охорону лісів від пожеж у ЄС та країнах-сусідах, а також надає  Європейській Комісії та Європейському Парламенту актуальну та надійну інформацію про пожежі в Європі.
З 1998 року EFFIS підтримується мережею експертів із країн так званої Експертної групи з лісових пожеж, яка зареєстрована при Генеральному секретаріаті Європейської Комісії. Наразі цю групу складають експерти з 43 країн Європи, Близького Сходу та країн Північної Африки. У 2015 році EFFIS стала одним із компонентів Служб управління надзвичайними ситуаціями в програмі ЄС Copernicus.